# Tomasz Tamborski
Tomasz Tycjan Tamborski (ur. 10 stycznia 1967 w Pile) – polski samorządowiec, w latach 2010–2024 roku starosta powiatu kołobrzeskiego. W latach 2006–2010 pełnił funkcję zastępcy prezydenta Kołobrzegu w zarządzie Janusza Gromka.

## Życiorys
Ukończył studia na Wydziale Mechanicznym Politechniki Koszalińskiej. W 2010 roku ukończył studia podyplomowe na Wydziale Budownictwa Politechniki Koszalińskiej z zakresu certyfikacji i audytu energetycznego budynków. Od stycznia 2004 roku pracował w Miejskich Wodociągach i Kanalizacji w Kołobrzegu jako audytor wewnętrzny. Od kwietnia 2004 roku do grudnia 2006 roku kierował Miejskim Zakładem Zieleni, Dróg i Ochrony Środowiska w Kołobrzegu.
W styczniu 2022 roku został członkiem zarządu kołobrzeskiego Związku Ochotniczych Straży Pożarnych RP.

### Działalność samorządowa
W wyborach samorządowych w 2006 roku został wybrany radnym powiatu kołobrzeskiego III kadencji. W grudniu 2006 roku prezydent Kołobrzegu Janusz Gromek ogłosił, że Tamborski obejmie w jego zarządzie funkcję wiceprezydenta odpowiedzialnego za gospodarkę. W wyborach samorządowych w 2010 roku uzyskał reelekcję jako radny powiatu. Został także członkiem Rady Krajowej Platformy Obywatelskiej.
25 sierpnia 2010 roku, w wyniku rezygnacji starosty Artura Mackiewicza, Tamborski został zgłoszony jako kandydat na jego następcę. W głosowaniu uzyskał poparcie całego klubu Platformy Obywatelskiej, Polskiego Stronnictwa Ludowego oraz Sojuszu Lewicy Demokratycznej, 15 głosami został wybrany starostą. Urzędowanie rozpoczął 26 sierpnia tego samego roku. 25 lutego 2011 roku został mianowany przez marszałka województwa szefem Rady Społecznej Szpitala Regionalnego w Kołobrzegu. W wyborach samorządowych w 2014 roku ponownie uzyskał mandat radnego powiatu z wynikiem 616 głosów (18,86%).
W wyborach w 2018 roku uzyskał reelekcję z wynikiem 1712 głosów (17,97%). 22 listopada tego samego roku został ponownie wybrany starostą kołobrzeskim. W styczniu 2019 roku został wybrany członkiem zarządu Związku Powiatów Polskich. W grudniu 2020 roku złożył rezygnację z funkcji przewodniczącego Rady Społecznej Szpitala w Kołobrzegu, na tym stanowisku zastąpił go Janusz Gromek. W październiku 2021 roku startował w wyborach wewnętrznych Platformy Obywatelskiej na stanowisko przewodniczącego powiatu kołobrzeskiego. Przegrał z Anną Bańkowską. Został natomiast członkiem zarządu partii w powiecie kołobrzeskim.
W wyborach samorządowych w 2024 roku ponownie wybrano go radnym powiatu, otrzymał 1006 głosów. 6 maja tego samego roku na stanowisku starosty zastąpił go Mirosław Tessikowski.

### Zarzuty korupcyjne
6 października 2022 roku został zatrzymany przez Centralne Biuro Antykorupcyjne w związku ze sprawą aresztowanego we wrześniu wójta gminy Kołobrzeg, którego prokuratura oskarżyła o przyjęcie 300 tysięcy złotych łapówki. Dzień później usłyszał zarzuty, a 8 października tego samego roku sąd orzekł o zatrzymaniu Tamborskiego w areszcie przez miesiąc. Został także zawieszony w prawach członka Platformy Obywatelskiej. Po wyjściu z aresztu Prokuratura Regionalna w Szczecinie nałożyła na niego dozór policyjny oraz obowiązek wpłacenia 100 000 złotych z tytułu poręczenia majątkowego. We wrześniu 2023 roku CBA ponownie przeszukało mieszkanie starosty.

## Wyróżnienia i odznaczenia
- Srebrny Medal za Zasługi dla Straży Granicznej (2015)[26]
- Srebrny Medal Za zasługi dla Polskiego Ruchu Olimpijskiego (2022)[27]